# زیردریایی یو-۹۶۰
زیردریایی یو-۹۶۰ (به انگلیسی: German submarine U-960) یک زیردریایی است که طول آن ۶۷٫۱ متر (۲۲۰ فوت ۲ اینچ) می‌باشد. این زیردریایی در سال ۱۹۴۲ ساخته شد.